# Petra Vandrey

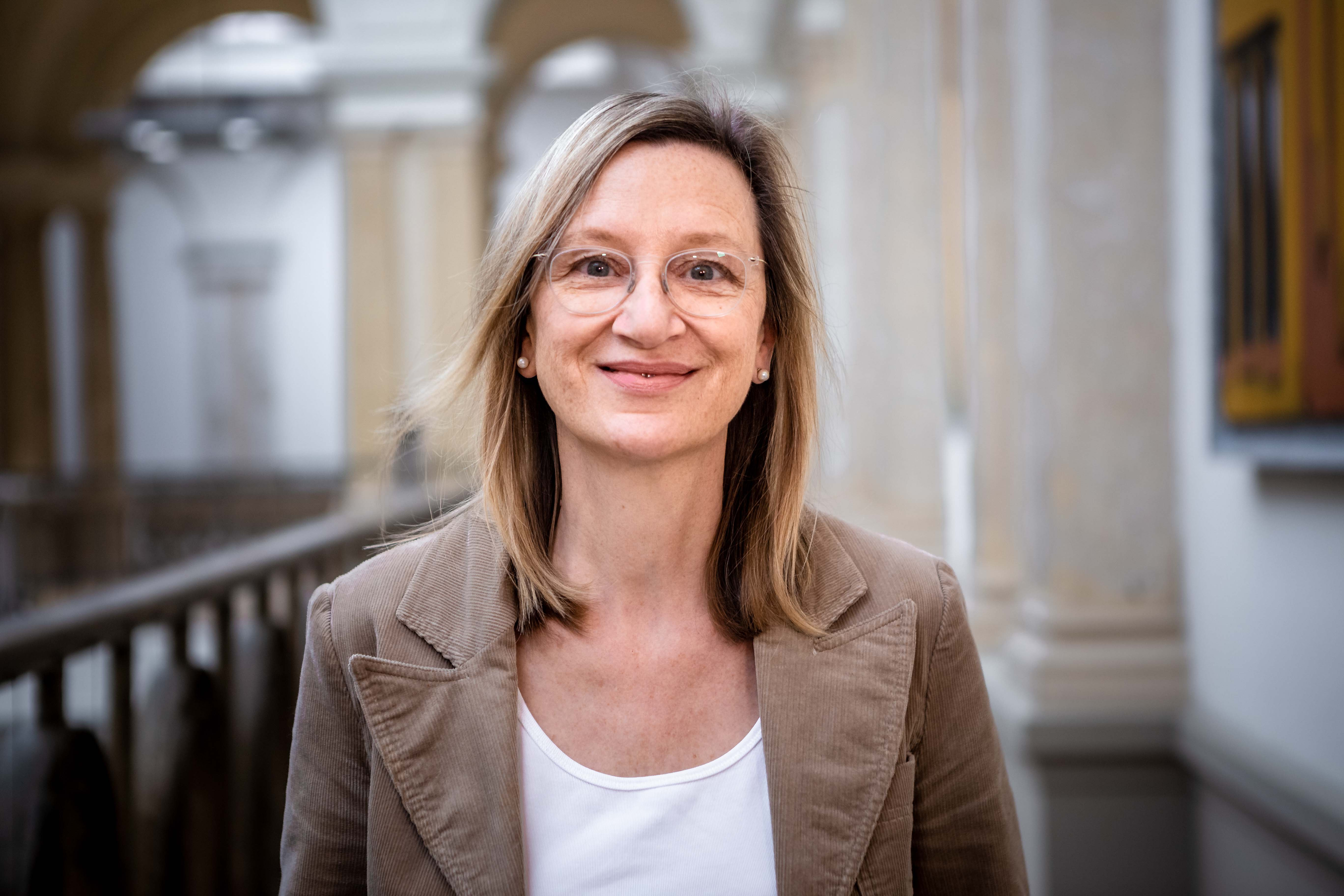
Petra Vandrey (2021)

Petra Vandrey (* 1965 in Berlin) ist eine deutsche Politikerin (Bündnis 90/Die Grünen) und Rechtsanwältin. Seit 2019 ist sie Mitglied im Berliner Abgeordnetenhaus.
Petra Vandrey studierte Jura an der Freien Universität Berlin mit Promotion 1994 zum Thema „Neubau des Umweltrechts? Untersuchung der Vor- und Nachteile einer Kodifizierung des Umweltrechts unter Berücksichtigung entsprechender Erfahrungen im Ausland“. Sie erhielt 1997 die Anwaltszulassung und ist Fachanwältin für Familienrecht.
Vandrey ist Mitglied von Bündnis 90/Die Grünen. Sie hatte in der Bezirksverordnetenversammlung Charlottenburg-Wilmersdorf bis zum 31. Juli 2019 ein Mandat inne, zeitweise als Fraktionsvorsitzende. 2021 holte Vandrey das Direktmandat für das Abgeordnetenhaus. Bei der Wiederholungswahl 2023 konnte sie ihren Sitz im Abgeordnetenhaus verteidigen.